# Ebbo Bastard
Pour les personnes ayant le même patronyme, voir Bastard.

a Compétitions nationales et continentales officielles uniquement.

b Matchs officiels uniquement.
Dernière mise à jour le 26 février 2024.
William Eberhardt Bastard dit Ebbo Bastard, né le 20 février 1912 à Kokstad en Afrique du Sud et mort le 14 février 1949, est un joueur de rugby à XV qui a joué avec l'équipe d'Afrique du Sud évoluant au poste de troisième ligne aile.

## Biographie
Ebbo Bastard évolue avec le Natal qui dispute la Currie Cup. Il dispute à 25 ans son premier test match le 26 juin 1937 contre les Wallabies. Il joua son dernier test match contre les Lions britanniques le 10 septembre 1938. De 1937 à 1938, il dispute 6 matchs sur les 8 que disputent les Springboks. En 1937, les Springboks rendent visite d'abord aux Wallabies (2-0), puis les Springboks remportent leur série contre les All Blacks (2-1) lors d'un passage en Nouvelle-Zélande. Les All Blacks remportent le premier test match mais s’inclinent lors des deux suivants. Ils ont affaire à forte partie car cette équipe d’Afrique du Sud de 1937 est parfois décrite comme la meilleure qui ait joué en Nouvelle-Zélande. Ebbo Bastard inscrit 2 essais. En 1938 les Lions britanniques sont en Afrique du Sud. Deux victoires et une défaite laissent une nouvelle fois les Springboks vainqueurs finaux. La dernière rencontre internationale des Springboks avant la Seconde Guerre mondiale date de 1938. La suivante aura seulement lieu en 1949 mettant fin à la carrière internationale d'Ebbo Bastard en 1938 à 26 ans.

## Statistiques en équipe nationale
- 6 test matchs avec l'équipe d'Afrique du Sud
- 6 points (2 essais)
- Sélections par année : 4 en 1937, 2 en 1938